# Крупночешуйные бычеглазы
Крупночешуйные бычеглазы (лат. Pristigenys) — род лучепёрых рыб из семейства каталуфовых (Priacanthidae). Морские бентопелагические рыбы. Представители рода распространены в тропических и субтропических районах Атлантического, Индийского и Тихого океанов. Максимальная длина тела представителей разных видов варьирует от 22,5 до 34 см.
Включает пять существующих видов и один вымерший (Pristigenys substriata), который известен по окаменелостям, найденным в эоценовых отложениях Монте-Болка, Италия.
Существующие виды были отнесены к роду Pseudopriacanthus, который и в Fishbase, и в Каталоге рыб рассматривались как синоним Pristigenys, но в последующем было показано, что их следует разделить на основании многочисленных различий в строении черепа и плавников.

## Классификация
В состав рода включают следующие виды:
- Pristigenys alta (Gill, 1862)
- Pristigenys meyeri (Günther, 1872)
- Pristigenys niphonia (Cuvier, 1829) — Крупночешуйный японский бычеглаз[1]
- Pristigenys refulgens (Valenciennes, 1862)
- Pristigenys serrula (Gilbert, 1891) — Перуанский бычеглаз, или перуанская каталуфа[1]
- † Pristigenys substriatus (Blainville, 1818)

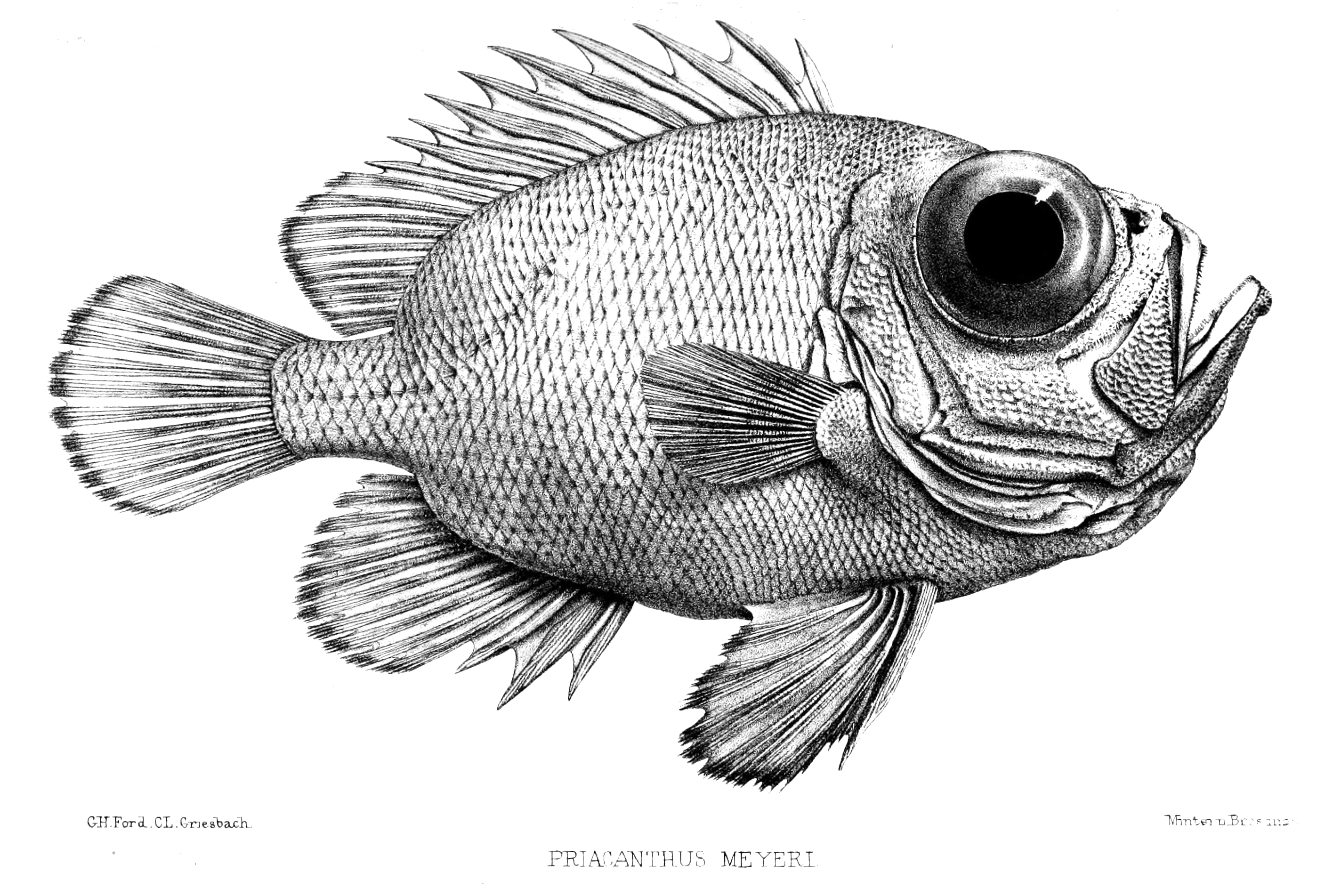
Pristigenys meyeri
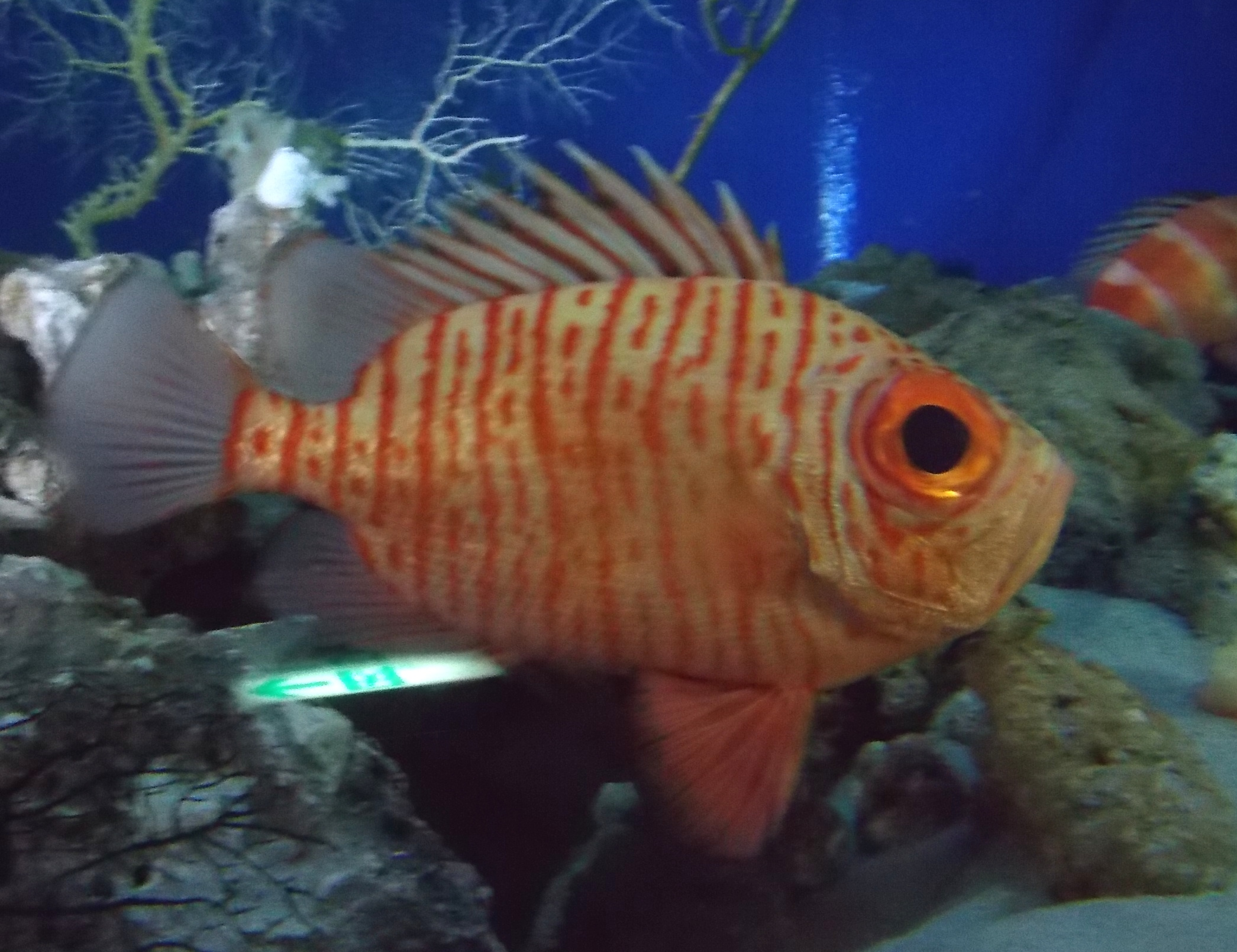
Pristigenys niphonia
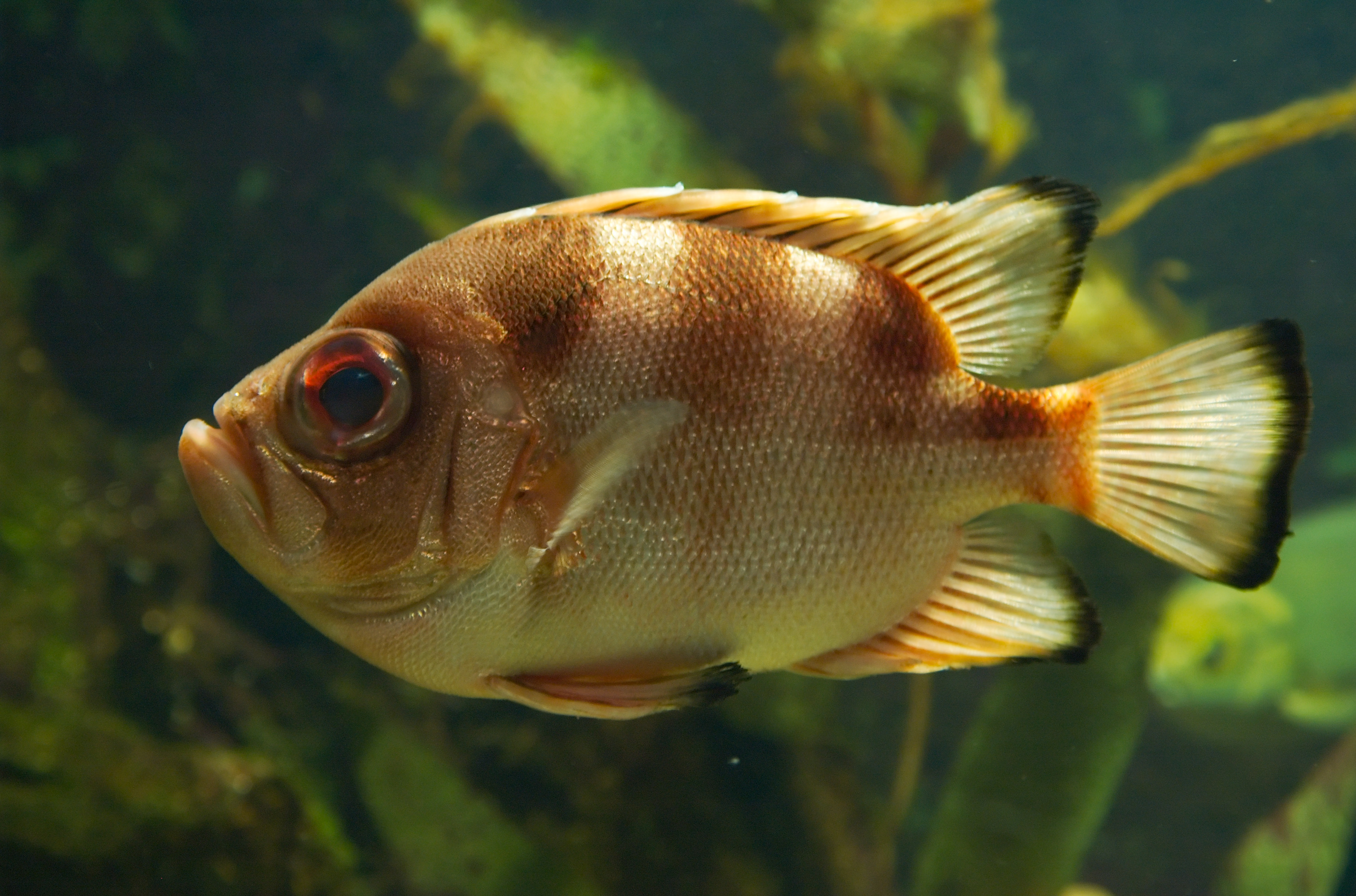
Pristigenys serrula
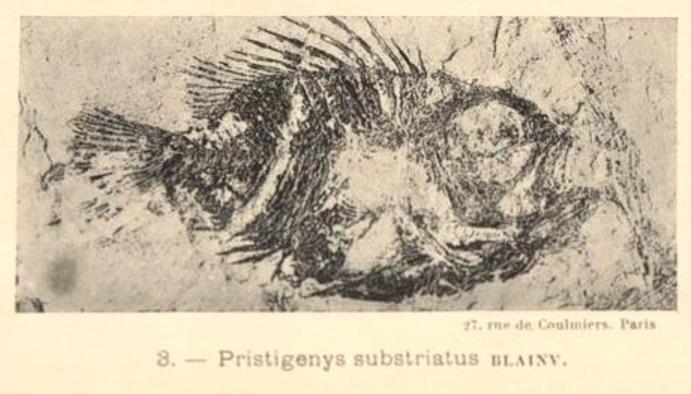
Pristigenys substriata